# Maria Himmelfahrt (Garmisch-Partenkirchen)

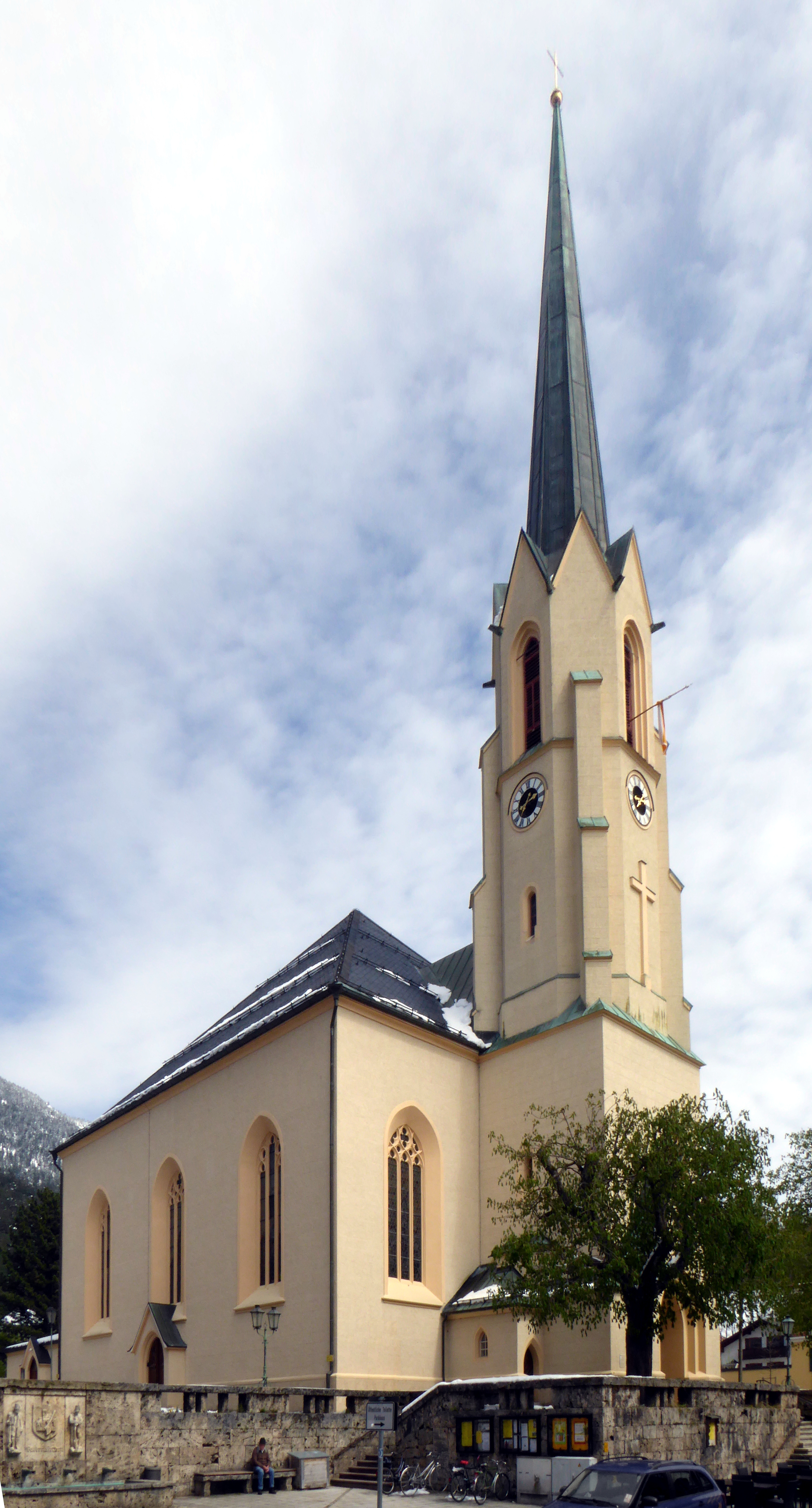
Maria Himmelfahrt von Westen

Die römisch-katholische Pfarrkirche Maria Himmelfahrt im oberbayerischen Kreishauptort Garmisch-Partenkirchen gehört als Teil der gleichnamigen Pfarrei zum Dekanat Werdenfels des Erzbistums München und Freising. Das Gotteshaus in der Ludwigstraße 46 befindet sich im Ortsteil Partenkirchen und steht unter Denkmalschutz.

## Geschichte

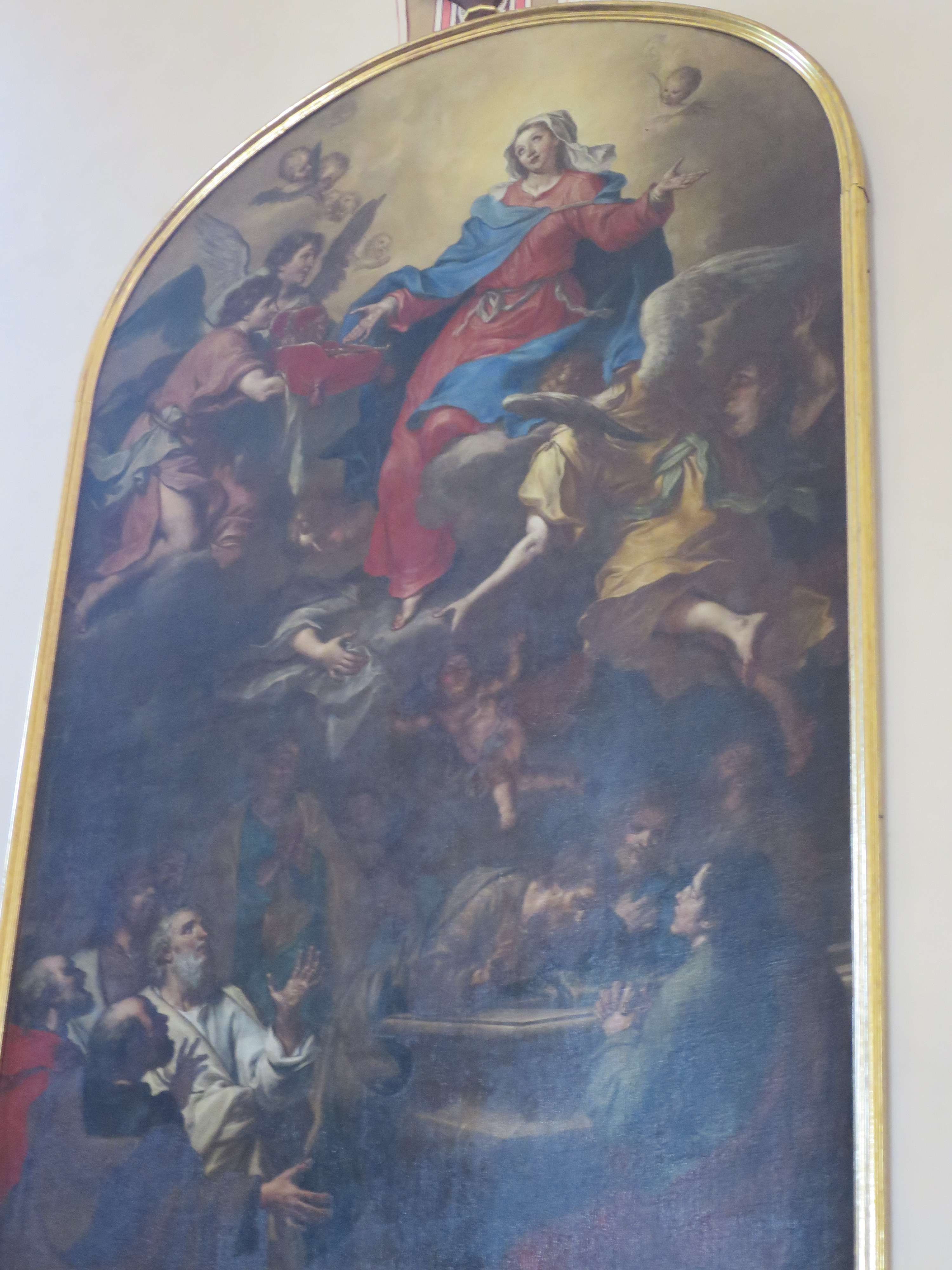
Bartolomeo Litterini: Maria Himmelfahrt (1731)

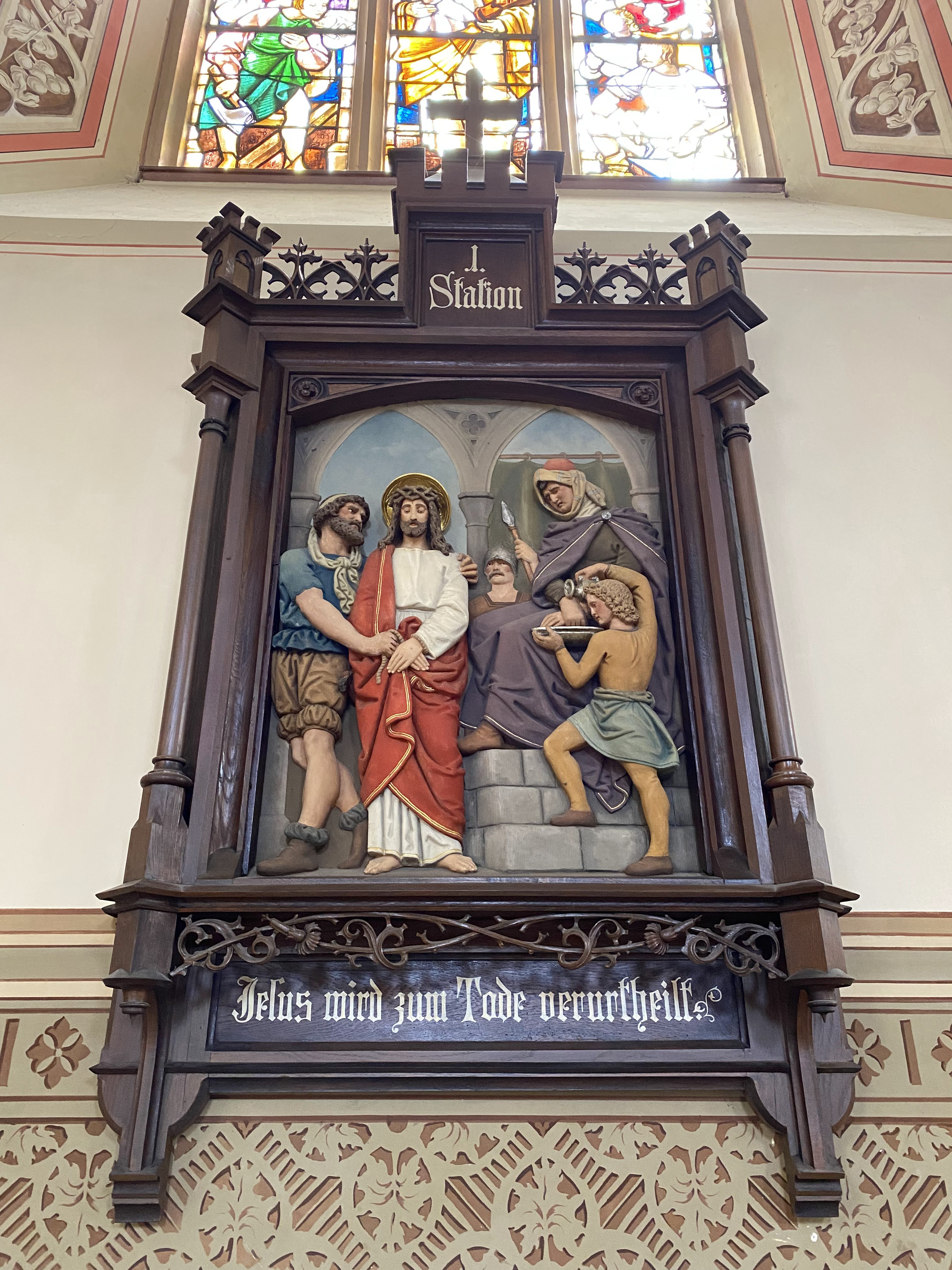
Die erste der 14 Kreuzwegstationen in der Kirche

Die erste zweifelsfreie Erwähnung einer Kirche in Partenkirchen befindet sich in der Conradinischen Matrikel von 1315, wo „filias Parttenkhirch“ (Filialkirchen in Partenkirchen) erwähnt werden. 1347 wurde in der erweiterten Kirche Unserer Lieben Frau in Partenkirchen der Choraltar geweiht. Im Jahr 1381 verlieh der Freisinger Fürstbischof Leopold von Sturmberg der Partenkirchener Kirche das Recht zu Erhebung von Zöllen auf Waren, die durch den Ort gehen. Dies erklärt, warum die Kirche 1597 als „reich ausgestattet“ beschrieben wurde.
Im 18. Jahrhundert wurde eine neue Kirche Maria Himmelfahrt im barocken Stil erbaut, die am 24. September 1734 von Generalvikar Johann Ferdinand Josef Freiherr von Pidikeim geweiht wurde. Zu diesem Anlass schenkte das ortsansässige Ehepaar Mehling der Kirche ein Bild der Aufnahme Mariens in den Himmel des italienischen Künstlers Bartolomeo Litterini, das 1804 in einem neuen Altar seinen Platz fand. Dieser Altar stammte aus der Freisinger Stiftskirche St. Andreas, die im Zuge der Säkularisation in Bayern abgebrochen wurde. Am 5. Dezember 1865 kam es zu einem Brand, bei dem 67 Gebäude zerstört wurden, darunter die Kirche. Nur wenige Ausstattungsgegenstände, darunter das erwähnte Bild, konnten gerettet werden.
Drei Jahre nach dem Brand wurde am 13. Juni 1868 der Grundstein für eine neue Kirche nach Plänen von Matthias Berger gelegt. Während die barocke Kirche nach Südosten ausgerichtet war, entstand der neugotische Neubau mit Chor Richtung Nordosten. Vorlagen für die Ausmalung schuf Ferdinand Barth. Die Kirchweihe erfolgte am 25. September 1871 durch Erzbischof Gregor von Scherr.
Im Jahr 1908 wurde der Innenraum vom Münchner Hans Schmid neu ausgemalt, nach dem Ersten Weltkrieg erhielt die Kirche 1921 neue Glocken von der Augsburger Glockengießerei Fritz Hamm. Weitere Erneuerungen folgten 1926/27: man baute eine neue Orgel, zu der zugleich ein neuer Zugang von außen geschaffen wurde, es wurden Beichtstühle in die Außenmauer eingebaut und ein Steinrelief des hl. Nikolaus von Tolentino in die Außenwand des Turmvorbaus eingelassen. Das Relief schuf Josef Erhardt. Nach dem Zweiten Weltkrieg stiftete bereits im November 1945 Hans Lerch eine neue Eisenhartgussglocke die von J. F. Weule in Bockenem gegossen wurde, drei weitere folgten. Sie ergänzen die einzige historische Bronzeglocke, die den Krieg überstand. Zudem wurde der Innenraum durch den Kunstmaler Seibold aus München und den Malermeister Fischer renoviert. Zwischen 1952 und 1956 wurden neue, von Heinrich Bickel entworfene Fenster eingebaut, die von der Hofglasmalerei Mayer in München gefertigt worden waren. 1966 errichtete man ein neues Dach auf dem Kirchenschiff und dem Turm; 1971 folgten weitere Renovierungsmaßnahmen innen und außen, und es wurde ein neues Kirchengestühl angeschafft.
Im Laufe der Zeit wurde wieder eine neue Orgel notwendig, die 1990/91 die Firma Sandtner errichtete. Zugleich wurde die Orgelempore erweitert. Im Jahr 2002 wurde die Kirche erneut von außen renoviert und 2004 eine neue Heizung eingebaut. Anschließend wurde von 2005 bis 2008 der Innenraum renoviert und die Ausmalung in einen Zustand, ähnlich dem um 1900, versetzt.
2020 wurden die vier Eisenglocken aus dem Jahr 1945 durch neue Bronzeglocken der Glockengießerei Rudolf Perner ersetzt.

## Beschreibung und Ausstattung

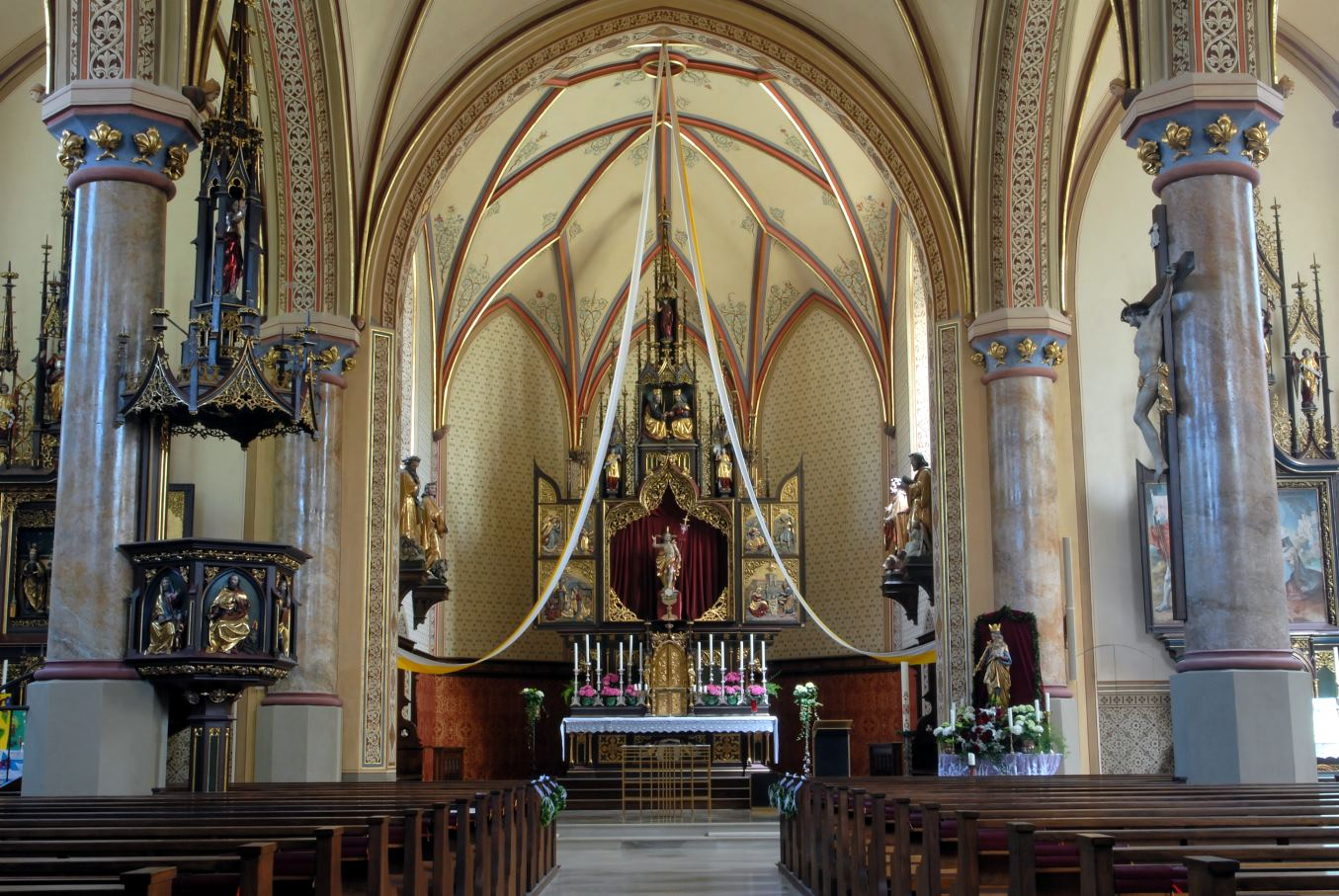
Innenansicht

Die neugotische dreischiffige Hallenkirche ist nach Nordosten ausgerichtet. An den nahezu quadratischen Grundriss ist im Südwesten der Spitzhelmturm angeschlossen. Der Haupteingang führt durch den Turm, über ihm befindet sich ein Bild der Maria Königin.
Der Haupt-Flügelaltar zeigt im offenen Zustand Mariä Aufnahme in den Himmel, ein Werk des Murnauer Malers Johann Michael Wittmer. Geschlossen zeigt er die Kreuzigung Jesu. Die Flügel enthalten innen hölzerne Halbreliefs von Max Kaiser, die Szenen aus Marias Leben darstellen: von der Verkündigung des Herrn über die Geburt Jesu, sein Leben in Nazareth bis zum Wiederfinden Jesu im Tempel.
Die beiden Seitenaltäre, die auch als Flügelaltäre gestaltet sind, zeigen, wenn sie geschlossen sind, Christus am Ölberg (links) und die Verspottung Jesu (rechts). Innen enthält der rechte Seitenaltar zentral ein Gemälde der Pietà, flankiert von Bildern des hl. Sebastian und des hl. Florian, gestaltet von Heinrich Bickel im Jahr 1947. Der linke Seitenaltar beinhaltet im mittleren Feld Figuren der hl. Katharina, der hl. Barbara sowie eine Madonna. Auf die Seitenflügel sind der hl. Ulrich von Augsburg und der hl. Benno von Meißen gemalt.

Hochaltar
Linker Seitenaltar
Rechter Seitenaltar
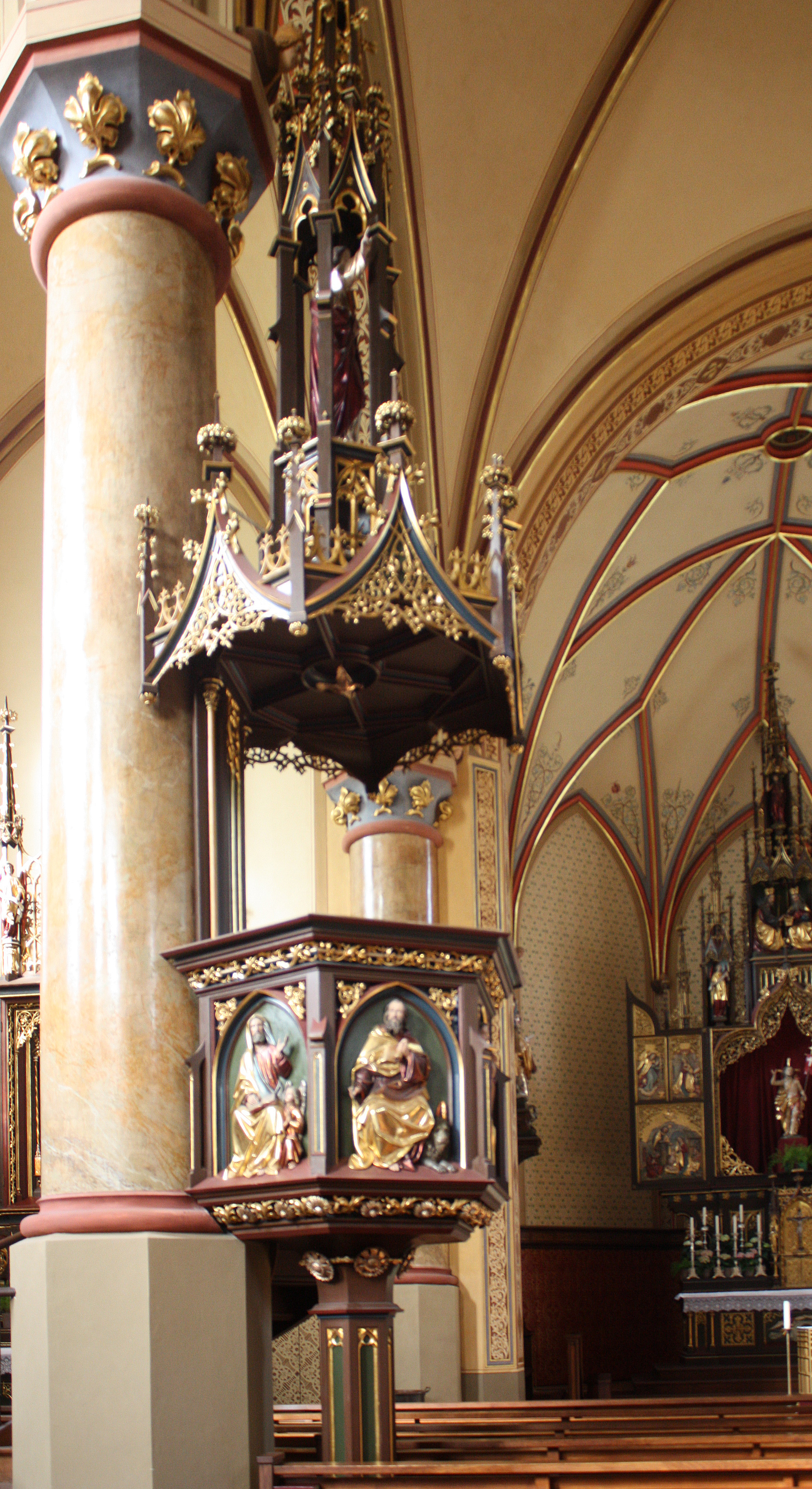
Kanzel

Im Chor befinden sich beidseitig je zwei Evangelistenfiguren. Die Kanzel befindet sich an der vordersten linken Säule, ihr gegenüber hängt ein Kruzifix von Ignaz Günther.
Des Weiteren befinden sich in der Kirche zwei Prophetenfiguren, die ein Spruchband mit der Aufschrift „Freuet euch ihr Menschenkinder“ tragen. Im hinteren Bereich der Kirche steht eine Statue des hl. Antonius gegenüber einer der Mater Dolorosa. An der westlichen Wand befindet sich ein Gemälde der Aufnahme Mariens in den Himmel des Künstlers Bartolomeo Litterini, auf der anderen Seite ein Bild, das an den 1763 von Papst Paul VI. der Kirche gewährten immerwährenden Portiunkula-Ablass erinnert.
Westlich schließt an das Kirchengebäude eine ebenfalls denkmalgeschützte Terrasse mit Tuffsteinbrüstung und Freitreppen an.

### Orgel
Die Orgel für die neu errichtete Kirche baute 1870 Joseph Philipp Frosch aus München. Das Instrument mit 18 Registern auf zwei Manualen und Pedal wies folgende Disposition auf:
| I. Manual      |     |
| Bourdon        | 16′ |
| Principal      | 8′  |
| Portunalflöte  | 8′  |
| Keraulophon    | 8′  |
| Copula         | 8′  |
| Octav          | 4′  |
| Principalflöte | 4′  |
| Flauto         | 4′  |
| Mixtur IV      |     |

| II. Manual      |    |
| Geigenprincipal | 8′ |
| Gamba           | 8′ |
| Salicional      | 8′ |
| Gedackt         | 8′ |
| Dolcissimo      | 4′ |

| Pedal     |         |
| Subbaß    | 16′     |
| Violonbaß | 16′     |
| Quintbaß  | 10 2⁄3′ |
| Octavbaß  | 8′      |

- Koppeln: II/I, II/P, I/P

Im Jahr 1927 wurde diese Orgel durch eine neue von Michael Weise aus Plattling ersetzt. Diese besaß 32 Register und wurde 1970/71 um sieben zusätzliche erweitert. 1991 entstand schließlich das heutige Instrument von Hubert Sandtner aus Dillingen an der Donau mit 31 Registern auf zwei Manualen und Pedal. Die Orgel mit Schleiflade und mechanischer Spiel- sowie Registertraktur ist folgendermaßen disponiert:
| I Hauptwerk C-g3 |        |
| Bourdon          | 16′    |
| Principal        | 8′     |
| Copel            | 8′     |
| Gamba            | 8′     |
| Octave           | 4′     |
| Rohrflöte        | 4′     |
| Quinte           | 2 ⁄3′  |
| Doublette        | 2′     |
| Terz             | 1 3⁄5′ |
| Mixtur V         | 1 ⁄3′  |
| Trompette        | 8′     |
| Tremulant        |        |

| II Schwellwerk C-g3 |       |
| Flauto              | 8′    |
| Salicet             | 8′    |
| Voix céleste        | 8′    |
| Prestant            | 4′    |
| Flûte octaviante    | 4′    |
| Viola               | 4′    |
| Octavin             | 2′    |
| Larigot             | 1 ⁄3′ |
| Cornett III         | 2 ⁄3′ |
| Plein Jeu IV        | 2′    |
| Hautbois            | 8′    |
| Clairon             | 4′    |
| Tremulant           |       |

| Pedal C-f1 |       |
| Principal  | 16′   |
| Subbaß     | 16′   |
| Octavbaß   | 8′    |
| Gedecktbaß | 8′    |
| Choralbaß  | 4′    |
| Mixtur III | 2 ⁄3′ |
| Posaune    | 16′   |
| Fagott     | 8′    |

- Koppeln: II/I, I/P, II/P

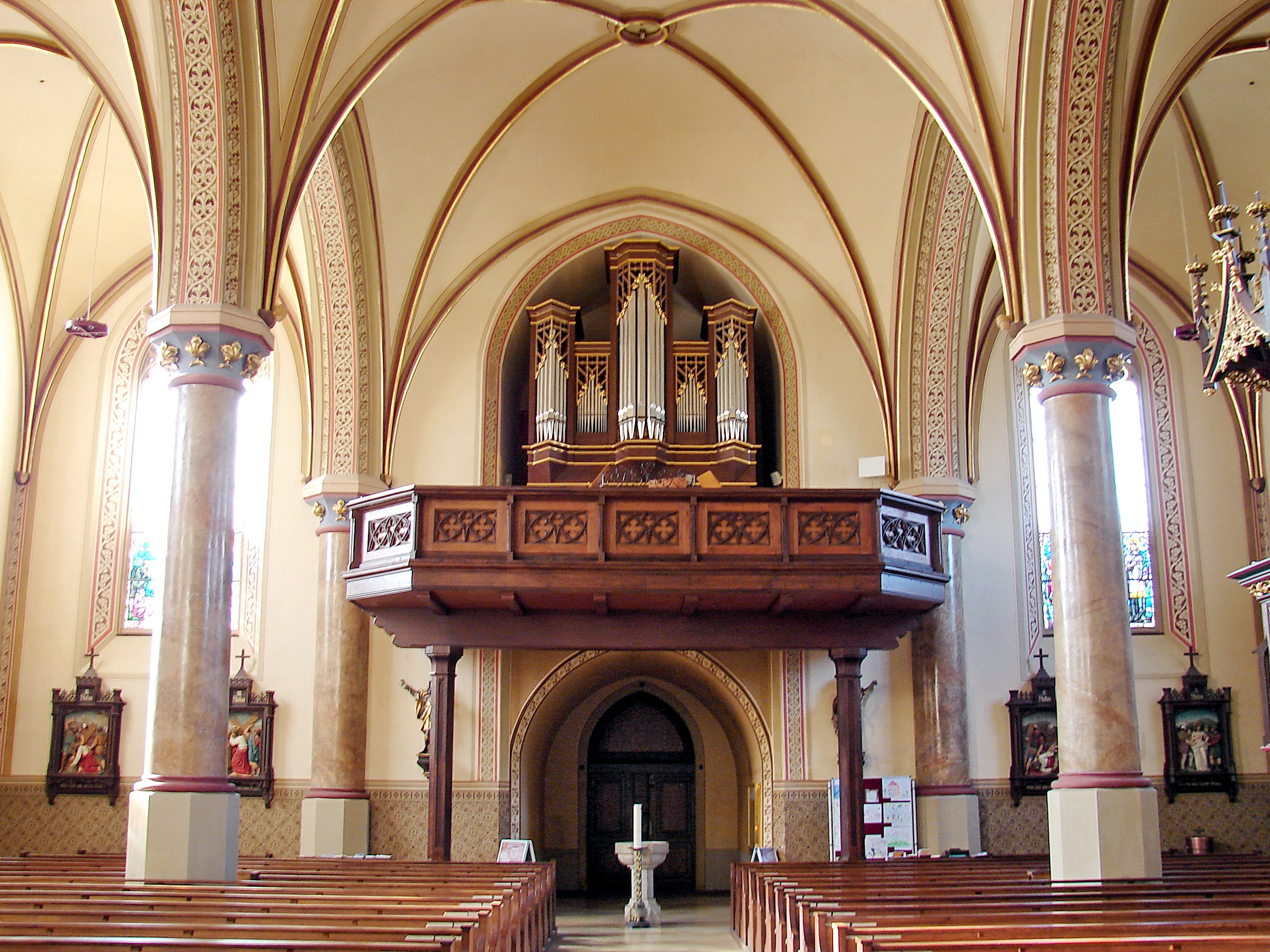
Empore mit Orgel

- Spielhilfen: Organo Pleno, Einführungstritte für Trompette 8′ und Posaune 16′

## Seelsorge
Partenkirchen gehörte zur Garmischer Urpfarrei St. Martin. 1370 stiftete ein Bürger ein Hl.-Geist-Benefizium, das im Folgejahr durch den Freisinger Bischof Paul von Jägerndorf zum ständigen Benefizium erhoben wurde. Zum 1. Februar 1672 wurde dieses in eine eigenständige Pfarrei umgewandelt. Im Jahr 2013 erfolgte die Errichtung des Pfarrverbands Partenkirchen-Farchant-Oberau zusammen mit den Pfarreien St. Ludwig Oberau und St. Andreas Farchant.